# 한산초등학교 매물도분교
한산초등학교 매물도분교는 경상남도 통영시 한산면 매죽리 34에 있었던 분교이다.
2005년 3월 1일 폐교했다.

## 연혁
- 1950.09.01 매물도국민학교 개교
- 1962.05.31 위치 이전
- 1988.03.01 하소국민학교 매물도분교
- 1996.03.01 하소초등학교 매물도분교
- 1999.03.01 한산초등학교 매물도분교
- 2005.03.01 폐교

1. ↑  전준호 (2022년 7월 15일). “'캠핑 성지' 통영 매물도… 동생의 인기 형이 잇는다”. 한국일보.